# Baio (cavallo)

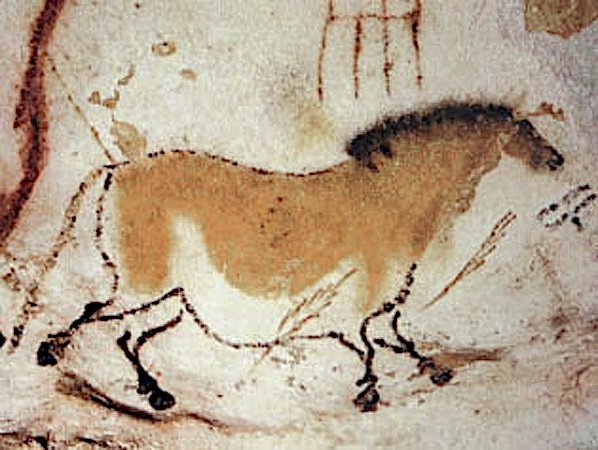
Cavallo ancestrale raffigurato nella Grotta di Lascaux

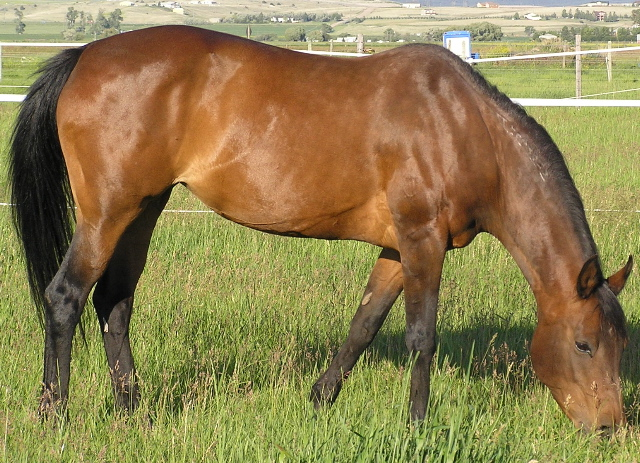
Esempio di mantello baio

Il mantello equino baio presenta crini ed estremità nere e corpo marrone-rossiccio in tutte le sue gradazioni. Il baio è il mantello ancestrale del cavallo (gene agouti), quindi è il più diffuso.
Le aree nere del cavallo baio vengono detti punti neri e senza questi, il cavallo non può essere definito baio. Un cavallo baio può presentare anche macchie bianche o essere balzano.

## Tonalità
- Ordinario: rossiccio
- Slavato: muso, fianchi e ventre tendono al biancastro
- Dorato: con riflessi dorati
- Ciliegia: rosso intenso
- Castagno: color castagna
- Oscuro: bruno scuro tendente al nero
- Zaino: senza marcature bianche